# Pseudostyne alboplagiata
Pseudostyne alboplagiata là một loài bọ cánh cứng trong họ Cerambycidae.